# Upplands runinskrifter 180
Upplands runinskrifter 180 är en runsten i Össeby-Garns socken och Vallentuna kommun i Uppland. Den står bredvid U 181 utanför kyrkogårdsmuren vid Össeby-Garns kyrka.
Namnet "Torgrim" som nämns i ristningen är mycket ovanligt och det är därför sannolikt att det är samme man som omnämns på U 192. Möjligen har båda stenarna ursprungligen också stått på samma plats i närheten av där U 192 återfanns.

## Inskriften

### Inskriften i runor[3]
᛭ ᛌᛁᚼᚾᛏᚱ᛫ᚢᚴ᛭ᚦᚢᚱᛒᛁᚬᚱᚾ᛭ᚢᚴ᛫ᚦᚢᚱᚴᚱᛁᛘ
ᚢᚴ᛫ᛁᚱᛁᚾᛘᚯᚾᛏᚱ᛫᛭ᛚᛁᛏᚢ᛭ᚱᛅᛁᛌᚾ᛭ᛌᛏᛅᛁᚾ᛭ᛅᚠᛏᛁᛦ᛭ᛒᚱᚬᚦᚢᚱ᛭ᛌᛁᚾ᛭ᛌᛁᚴᛌᛏᚾᛁᚾ
᛭ ᚼᚾᛏᚬᛁᚢ᛫ᛒᚢᚢᚴᚢᛘ
Translitterering av runraden:
+ sihatr · uk + þurbiorn + uk · þurkri(m) + uk · erinmontr '× litu × reisn + stein + aftiʀ + broþur + sin + sikstnin + hn to i uib(u)(r)kum
Normalisering till runsvenska:
Sighvatr ok Þorbiorn ok Þorgrimʀ ok Ærinmundr letu ræisa stæin æftiʀ broður sinn Sigstæin. Hann do i Viborgum.
Översättning till nusvenska:
Sigvat och Torbjörn och Torgrim och Ärenmund läto resa stenen efter sin broder Sigsten. Han dog i Viborg
Runhöjd är 9 cm i två djurslingor runt kors. Runor finns även i korset.

## Historia
Enligt skylten kan Viborg åsyfta antingen Viborg i Karelen eller Viborg på Jylland.

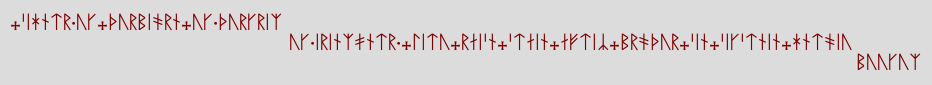
Runslingan på U 180